# 横山忠篤
横山 忠篤（よこやま ただあつ）は、安土桃山時代から江戸時代前期にかけての武将。島津氏の家臣。

## 略歴
上井覚兼の被官・横山玄蕃允の子として誕生、忠篤は島津義弘近侍の道具衆となり当初は佐藤次を名乗っていたが、義弘が日向国飯野城から栗野城へ居城を移した際に弓内の名を賜った（後年、但馬と改める）。義弘が更に帖佐（現・鹿児島県姶良市）へ移った際もこれに従う。
文禄・慶長の役にも義弘の供として従軍し、朝鮮より帰った後は伏見に赴く義弘と博多で分かれ薩摩へ帰国、慶長4年（1599年）の庄内の乱に参戦し恒吉城攻めの際に軍功を上げた。同年9月、上洛し伏見に住す。
慶長5年（1600年）の伏見城の戦いにも参戦した。その後の関ヶ原の戦いでは敵5人を討ち取り、その退却の際、義弘が養老山地の駒野峠（現・岐阜県海津市南濃町）にて体力温存の為に原野に自らの甲冑を脱ぎ捨てると、忠篤は「主君の甲冑を原野に捨てられること忍び難く、畏れ多いことであるが甲冑と生死を共にしたい」としてその甲冑を自らが着けて、そのまま義弘の供を続けた。一行が摂津国の住吉まで辿り着いた際に、忠篤は大坂に在った義弘夫人の実窓院と島津忠恒夫人の亀寿への使者となり、有川貞春と広瀬宗親へ甲冑を見せて義弘の無事を証明し、亀寿らを安堵させた（甲冑は後に京都愛宕神社に寄進される）。忠篤はこの功で亀寿より盃を賜り、義弘からも吉光の脇差と感状を賜った。
寛永年間に死去した。